# 3 př. n. l.

## Události
- Markomanský král Marobud vytvořil v oblasti dnešních Čech konfederaci germánských kmenů s Hermundury, Langobardy, Vandaly a členy kmene Semoni.
- Fraatés V. se stává králem Parthské říše.

## Narození
- 24. prosinec – Galba, římský císař († 15. ledna 69)

V tomto roce se pravděpodobně narodil římský filozof, dramatik, básník a politik Seneca.

## Hlavy států
- Římské impérium – Augustus (27 př. n. l. – 14)
- Parthská říše – Fraatés IV. (38 – 2 př. n. l.)
- Čína – Aj-ti (dynastie Západní Chan)